# قلعة ماركو
قلعة ماركو (بالفارسية: قلعه مارکو) هي قلعة تاريخية، وتقع في مقاطعة رامسر.